# UN-Arbeitsgruppe betreffend Multinationale Unternehmen und andere Wirtschaftsunternehmen in Bezug auf Menschenrechte
Die Offene zwischenstaatliche Arbeitsgruppe zur Frage der transnationalen Unternehmen und anderen Wirtschaftsunternehmen und der Menschenrechte wurde eingerichtet, um ein international rechtsverbindliches Instrument zur Regulierung der Aktivitäten transnationaler Unternehmen und anderer Wirtschaftsunternehmen in Bezug auf Menschenrechte zu schaffen.

## Das UN-Mandat
Auf seiner 26. Tagung am 26. Juni 2014 nahm der UN-Menschenrechtsrat die Resolution 26/9 an, mit der er beschloss, „eine offene zwischenstaatliche Arbeitsgruppe zur Frage der transnationalen Unternehmen und anderen Wirtschaftsunternehmen und der Menschenrechte einzurichten“.

## Veröffentlichungen
- 16. Juli 2018: Zero draft legally binding instrument to regulate, in international human rights law, the activities of transnational corporations and other business enterprises[2]
- 16. Juli 2019: Revised draft legally binding instrument to regulate, in international human rights law, the activities of transnational corporations and other business enterprises[3]

## Vorsitzende des OEIWG
| Luis Gallegos                | Ecuador | 23. Februar 2018 |
| Emilio Rafael Izquierdo Miño | Ecuador | 28. Januar 2019  |